# Edna Maskell
Edna Mary Therese Maskell (sinh ngày 13 tháng 4 năm 1928) là một cựu vận động viên giành được huy chương vàng trong các nôi dung vượt rào 80 mét với tư cách là đối thủ cạnh tranh cho Bắc Rhodesia tại Đế quốc Anh 1954 và Đại hội Thể thao Khối thịnh vượng chung ở Vancouver. Thời gian tốt nhất cá nhân của cô là 11,2 giây. Cô cũng đã giành được huy chương đồng trong cuộc đua nước rút 100 yard tại Đế quốc Anh và Trò chơi Khối thịnh vượng chung 1954 và hoàn thành lần thứ 10 trong môn nhảy xa. Trước đây, cô từng thi đấu tại Thế vận hội Mùa hè 1952 ở Helsinki cho Nam Phi, đứng thứ 5 trong sức nóng của những chướng ngại vật 80 mét.